# Miedo a la felicidad

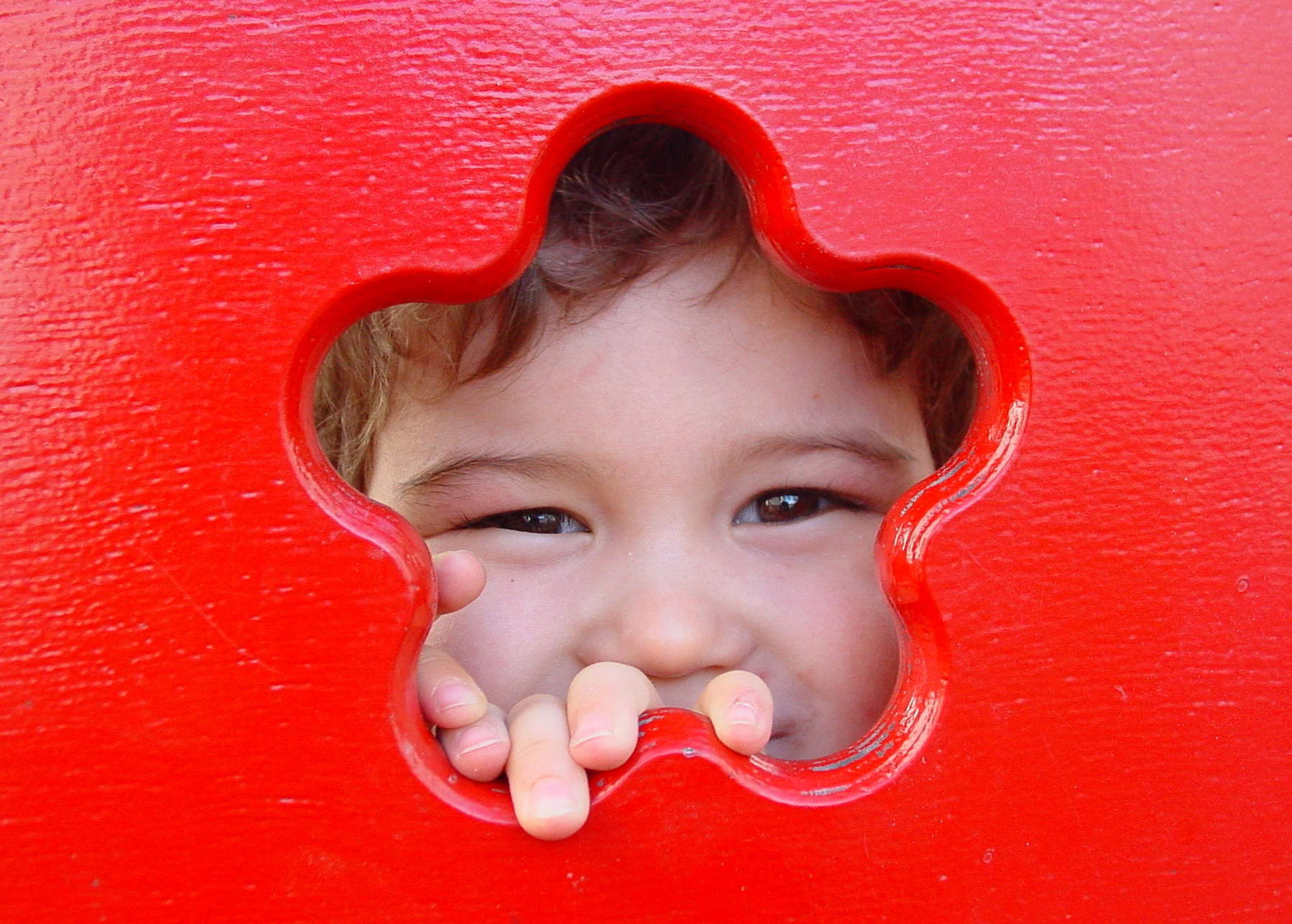
Un niño feliz

El miedo a la felicidad, también llamado querofobia, aversión a la felicidad o miedo a ser feliz, es una actitud hacia la felicidad por la que un individuo intencionadamente puede evitar experiencias que le produzcan emociones positivas o felicidad.

## Causas
Una de las varias razones por las que una persona puede desarrollar querofobia es la falsa creencia de que, cuando alguien es feliz, pronto le ocurrirá algo negativo que empañará esa felicidad, como si su satisfacción mereciera un castigo. Se piensa que esta creencia es más prevalente en las culturas orientales. En las culturas occidentales, como la norteamericana, «casi se da por hecho que la felicidad es uno de los valores más importantes que guían las vidas de las personas». Las culturas occidentales están más influidas por el impulso de maximizar la felicidad (carpe diem) y minimizar la tristeza. Que una persona parezca externamente feliz puede causar preocupación a sus allegados, y que la persona no se sienta feliz puede llevarla a consultar a un psicólogo. El valor que se otorga a la felicidad resuena a través de la psicología positiva occidental y a través de la investigación sobre el bienestar subjetivo.
El miedo a la felicidad se asocia a las creencias sobre su fragilidad. Alguien puede tener miedo a la felicidad si cree que es inestable y pronto se volverá desgraciado. La investigación muestra que el miedo a la felicidad se asocia con los estilos de apego evitativo y ansioso.
Las malas experiencias pasadas y los traumas son otras razones que pueden estar detrás del miedo de una persona a la felicidad.
También se puede rechazar ser feliz mientras haya en el mundo tanta desgracia. Es una actitud parecida a la reflejada en la famosa frase de Theodor Adorno («Escribir poesía después de Auschwitz es un acto de barbarie»), e igual de equivocada, porque después de Auschwitz se ha escrito muchísima poesía y no se puede calificar de acto de barbarie, especialmente si se compara con las auténticas barbaries que han ocurrido (por ejemplo el genocidio de Ruanda, el de Bosnia o el de los rohinyás).

## Factores culturales
Joshanloo y Weijers identifican 4 razones para la aversión a la felicidad: 
1. la creencia de que la felicidad hará que ocurran cosas malas;
2. que una persona feliz se volverá una mala persona;
3. que expresar la felicidad es, de alguna manera, malo para quien la expresa y para otros;
4. que perseguir la felicidad es malo para quien la persigue y para otros.[12]

Por ejemplo, «algunas personas —en culturas occidentales y orientales— son precavidas ante la felicidad porque creen que cosas malas, como infelicidad, sufrimiento o muerte, tienden a ocurrir a las personas felices».
Estos hallazgos «ponen en cuestión la idea de que la felicidad es el fin último de las personas, una creencia que se repite en innumerables artículos y publicaciones de autoayuda sobre qué elecciones es más probable que te hagan feliz». Asimismo «en culturas donde la felicidad mundanal se asocia con el pecado, la superficialidad y la degradación moral, la gente se sentirá menos satisfecha cuando su vida (por otros estándares) vaya bien». Por esta razón puede resultar erróneo tomar directamente las medidas de felicidad personal como un marcador de la satisfacción con la vida. Actitudes como la aversión a la felicidad tienen implicaciones importantes para medir la felicidad en diferentes culturas y ordenar de mayor a menor los países según sus  puntuaciones de felicidad.
El miedo a la felicidad puede considerarse un ejemplo concreto de lo diferente que puede ser, según la cultura, el afecto ideal (descrito por la teoría de valoración de los afectos), por el cual las culturas varían de acuerdo a cómo valoran la experiencia de emociones diferentes.

## Tratamiento
La querofobia puede remediarse con psicoterapia y terapia cognitivo-conductual.